# Michel Jarraud

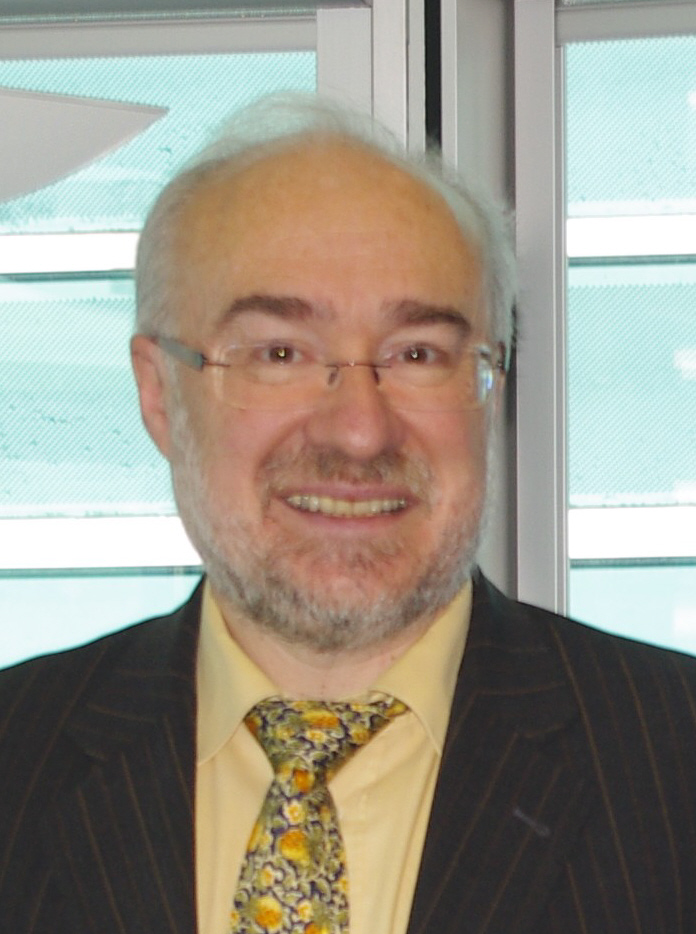
Michel Jarraud (2012)

Michel Jarraud (* 1952 in Châtillon-sur-Indre) ist ein französischer Meteorologe und war von 2004 bis 2015 Generalsekretär der Welt-Meteorologieorganisation WMO.

## Leben
Jarraud wurde vom vierzehnten Welt-Meteorologiekongress (5.–24. Mai 2003) als Generalsekretär der WMO gewählt und hatte das Amt ab 1. Januar 2004 inne. Er übergab es nach zweimaliger Wiederwahl per 1. Januar 2016 an Petteri Taalas.
Michel Jarraud wurde im Januar 1995 Stellvertretender Generalsekretär, nachdem er zuvor bei anderen meteorologischen Institutionen gearbeitet hatte. 1991 wurde Jarraud zum Stellvertretenden Direktor des Europäischen Zentrums für mittelfristige Wettervorhersagen ECMWF. Seine Karriere als Meteorologe begann Jarraud 1976 als Forscher beim französischen Nationalwetterdienst Météo-France. 1986 bis 1989 war er Direktor beim Wettervorhersage-Departement.
Jarraud ist verheiratet und Vater von zwei Kindern.